# Lily
Lily, és un personatge de ficció i una sèrie de còmics, creada per Robert Segura, es va publicar per primera vegada el 1970, al número 444 de la revista Lily (malgrat portar el número 444 a la portada, era el número 1, doncs, substituïa la revista Sissi Juvenil).

## Argument i trajectòria editorial
El personatge de Lily donava nom a la revista Lily durant molts anys, n'era la protagonista de la portada amb quatre o cinc vinyetes per explicar una història curta, posteriorment va passar a l'interior on es varen publicar historietes més llargues, de tres o quatre pàgines del personatge. A la portada hi havia la fotografia d'algun cantant o actor i a la historieta de Lily, la protagonista solia desviure's per aconseguir un autògraf del famós de la portada.
Lily, es una adolescent, rossa, esvelta, moderna atractiva, pendent de les últimes tendències de moda i dels cantants pop del moment, el seu gran objectiu és d'obtenir-ne un autògraf. Aquesta obsessió la porta a fer quasi qualsevol cosa per poder estar a prop seu. Viu amb els seus pares Don Roge, la seva mare i amb Cholo, el seu germà més petit. El seu grup d'amics, tots comparteixen amb ella l'entusiasme per la moda i la música pop, tot acompanyant-la en les seves aventures per tal d'aconseguir un autògraf. Endodoncia, és la tieta que tan sols surt en algunes historietes.
La revista i el personatge de Lily estava pensada per a nenes i preadolescents que varen sorgir amb la modernitat dels anys seixanta així aquest personatge va ser un dels més populars de l'editorial Bruguera entre els anys setanta i vuitanta, que va entusiasmar una llarga comunitat de fans. Aquest èxit pot venir perquè Robert Segura, li donava una frescor en el traç del dibuix, una extraordinària expressivitat en els personatges especialment en els femenins i la senzillesa a l'hora de fer els guions tot introduint-hi un gag referent al famós (personatge real) que sortia a la portada i del qual hi solia haver un reportatge o un pòster central a l'interior de la revista.
Curiositat
Robert Segura, en una pàgina de còmic publicada al TBO (Ediciones B) número 97, a la sèrie ¿Que pasa, papá?, recupera com a pàgina especial personatges de l'època de l'editorial Bruguera. Entre els quals hi ha Lily, però ja no és una adolescent sinó una noia més madura i molt atractiva.